# 10 Things I Hate About You (canción)
«10 Things I Hate About You» es una canción de la cantante estadounidense Leah Kate de su tercer extended play, Alive and Unwell (2022). Fue lanzado de forma independiente el 23 de marzo de 2022. La canción fue escrita por Kate, Mike Wise y Madi Yanofski, con Wise a cargo de la producción. Es una canción pop punk, en la que Kate escribió una lista de cosas que no le gustaban de su exnovio de una previa relación que estaba tratando de superar y que luego se convirtió en una canción. Se volvió viral en la plataforma de videos en línea TikTok.

## Antecedentes y lanzamiento
Kate se mudó a Nueva York para seguir su carrera en la música. Había conseguido un trabajo allí, pero la despidieron porque pasaba «mucho tiempo» trabajando en su música. Su sencillo de 2020 «Fuck Up the Friendship» fue notado por el empresario estadounidense Alexis Ohanian en Indify, una empresa emergente que ayuda a promover artistas independientes, quien luego ayudó a Kate a ponerse en contacto con la empresa de marketing digital Creed Media. La mencionada empresa promocionó la canción en la plataforma de videos en línea TikTok donde se viralizó, y posteriormente en la red social Instagram. En el 2021, lanzó su álbum debut titulado What Just Happened?.
Kate escribió «10 Things I Hate About You» con Mike Wise y Madi Yanofski, mientras que Wise también la produjo. La canción fue escrita en 2022. La canción se lanzó de forma independiente el 23 de marzo de 2022 para descarga y transmisión digital. Fue enviada a estaciones contemporary hit radio por TenThousand y Capitol en los Estados Unidos el 10 de mayo de 2022, y para transmisión radial en Italia por Universal el 3 de junio de 2022.

## Composición y recepción
«10 Things I Hate About You» es una canción pop punk. Aunque la canción comparte el mismo nombre de una película de 1999, Kate reveló en una entrevista con iHeartRadio que la película no sirvió de inspiración para la misma. Ella estaba tratando de dejar atrás una relación pasada, lo que la llevó a hacer una lista de las cosas que no le gustaban del exnovio de esa relación. Kate le dijo a Rolling Stone que la lista contenía 50 razones «por las que [ella] no debería extrañarlo y por las que [ella] debería odiarlo» y que «muy rápidamente se convirtió en una canción».
Rachel Brodsky de Stereogum la llamó un «himno contundente para mandar a la mierda» y la comparó con Olivia Rodrigo y Gayle. Se volvió viral en TikTok y se usó en más de 580 000 videos hasta el 24 de junio de 2022. Comercialmente, «10 Things I Hate About You» alcanzó el top 30 en Australia y el Reino Unido. En los Estados Unidos, alcanzó los números dos y 20 en las listas Bubbling Under Hot 100 Singles y Mainstream Top 40 ' Billboard, respectivamente.

## Video musical
El 25 de marzo de 2022 se lanzó un visualizador de la canción en el canal de YouTube de Kate. El video musical oficial se estrenó el 1 de junio y fue dirigido por Jason Lester. En el video, Kate está dando una rueda de prensa y, a lo largo del video, se intercalan tomas que la muestran «rodeada por una pandilla de chicas».

## Créditos
Créditos adaptados de AllMusic.
- Leah Kate – voz principal, compositora
- Colin Leonard – ingeniero de masterización
- Mitch McCarthy – mezcla
- Mike Wise – compositor, productor
- Madi Yanofski – compositor de canciones

## Posicionamiento en listas
| Listas (2022)                                             | Mejor posición |
| --------------------------------------------------------- | -------------- |
| Australia (ARIA)                                          | 22             |
| Canadá (Canadian Hot 100)                                 | 82             |
| Estados Unidos Bubbling Under Hot 100 Singles (Billboard) | 2              |
| Estados Unidos Mainstream Top 40 (Billboard)              | 20             |
| Global 200 (Billboard)                                    | 116            |
| Irlanda (IRMA)                                            | 34             |
| New Zealand Hot Singles (Recorded Music NZ)               | 18             |
| Países Bajos (Single Tip)                                 | 21             |
| Países Bajos (Tipparade)                                  | 15             |
| Reino Unido (Official Charts Company)                     | 30             |